# Unión de Krewo
En sentido estricto, la Unión de Krewo (también denominada de Krevo o de Kreva; en bielorruso: Крэўская унія, romanizado: Kreŭskaja unija; en polaco: unia w Krewie; en lituano: Krėvos sutartis) fue un conjunto de promesas prenupciales realizadas en el Castillo de Kreva el 14 de agosto de 1385. por Vladislao II, gran duque de Lituania, a cambio de casarse con la reina menor de edad Eduviges I de Polonia. El acto tuvo un alcance muy limitado y, en la historiografía, el término «Unión de Krewo» a menudo se refiere no solo al documento en particular sino a los acontecimientos de 1385-1386 en su conjunto. Después de las negociaciones en 1385, Vladislao II se convirtió al cristianismo, se casó con Eduviges I y fue coronado rey de Polonia en 1386. La unión fue un momento decisivo en las historias de Polonia y Lituania; marcó el comienzo de los cuatro siglos de historia compartida entre las dos naciones. En 1569, la unión polaco-lituana se convirtió en un nuevo Estado, la República de las Dos Naciones, y duró hasta la tercera partición de Polonia en 1795.

## Antecedentes

### Situación en Polonia
Luis I de Hungría murió el 13 de septiembre de 1382. Como tenía solo dos hijas sobrevivientes, María (nacida alrededor de 1371) y Eduviges (nacida alrededor de 1373), Polonia enfrentó una crisis de sucesión. Los candidatos para el trono incluyeron al prometido de María, Segismundo de Luxemburgo, Siemowit IV, duque de Masovia, y Vladislao II de Opole. María y su prometido fueron rechazados por los nobles polacos, que no deseaban continuar con la unión personal con el Reino de Hungría. Los nobles polacos compitieron entre sí y estalló una breve guerra civil en la Gran Polonia. Finalmente, tras largas negociaciones con la madre de Jadwiga, Isabel de Bosnia, quien era regente de Hungría, Jadwiga llegó a Cracovia y fue coronada como rey de Polonia (no como reina de Polonia, para hacer hincapié en su derecho al trono) el 15 de octubre de 1384. La nueva monarca aún necesitaba un marido adecuado. Estaba comprometida con Guillermo de Austria, que en el verano de 1385 viajó a Polonia en un intento de consumar el matrimonio propuesto y presentar un hecho consumado. Logró llegar a Wawel, pero fue eliminado por la fuerza por nobles polacos. No está claro si logró consumar el matrimonio, pero las fuentes austríacas tendenciosas continuaron acusando a Jadwiga de bigamia. Los nobles de la Pequeña Polonia, incluidos Spytek de Melsztyn, Jan de Tarnów y Jan Tęczyński, propusieron que Jadwiga se casara con Jogaila, gran duque de Lituania.

### Situación en Lituania
El gran duque Algirdas murió en 1377 y dejó el trono a su hijo Jogaila. Este heredó un gran estado, habitado por lituanos paganos y rutenos ortodoxos. Durante el siglo anterior, los lituanos se habían defendido de los Caballeros Teutónicos, una orden militar cruzada dedicada a la conversión del Gran Ducado al catolicismo. Jogaila entendió que la conversión era inevitable y buscó la mejor oportunidad para hacerlo. El Tratado de Dubysa de 1382 con los Caballeros incluyó disposiciones de la conversión de Jogaila, que debía producirse en menos de cuatro años desde la firma del acuerdo. Sin embargo, el tratado nunca fue ratificado. Aceptar el cristianismo de un enemigo de larga data era peligroso, impopular y podría empujar a Lituania a depender de los Caballeros. En 1384, Jogaila exploró otra opción, presentada por el Gran Ducado de Moscú y mediada por su madre ortodoxa Uliana de Tver: convertirse a la ortodoxia y desposar a Sofía, hija de Dimitri Donskoi. Sin embargo, a los ojos de los católicos, la ortodoxia no era mejor que el paganismo. Por lo tanto, tal conversión no protegería a los lituanos de los embates teutónicos. Una tercera opción, presentada por nobles polacos, evitó las principales inconvenientes de las propuestas teutónica y moscovita.

## Unión

### Negociaciones

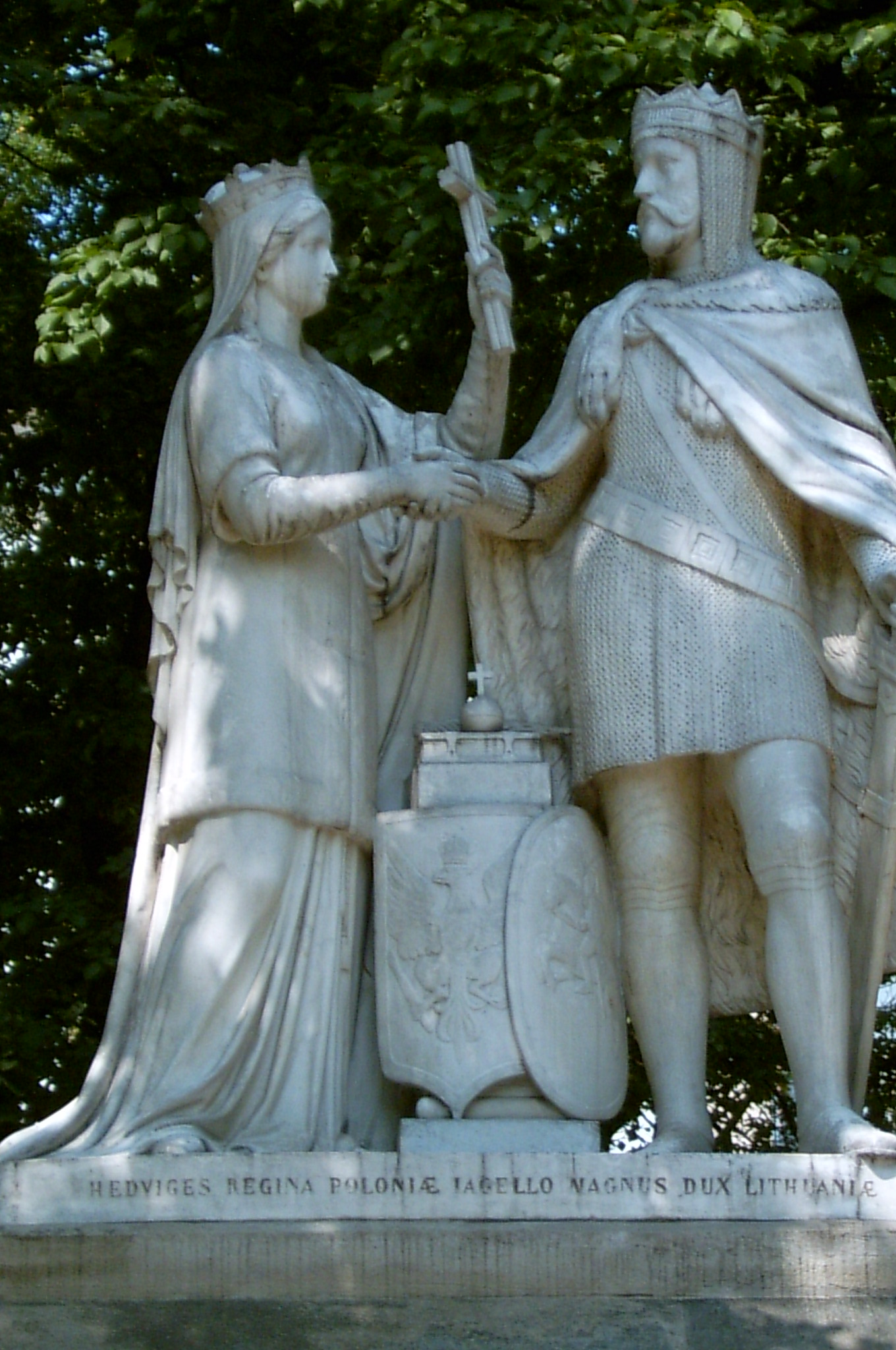
Monumento de Jadwiga y Jogaila en Cracovia

Las relaciones entre Polonia y Lituania no eran especialmente amistosas. Los dos Estados habían sido aliados antes, cuando la tía de Jogaila Aldona de Lituania fue reina de Polonia entre 1325 y 1339. Polonia y Lituania habían lucharon entre sí durante décadas en las guerras que libraron por dominar Galicia y Volinia, pero también vieron oportunidades de recuperar tierras que les había arrebatado Hungría y consideraban a los Caballeros Teutónicos el enemigo común. Se desconoce quién y cuándo propuso a Jogaila como novio de Jadwiga. Algunos indicios muestran que la planificación y las negociaciones quizá habían comenzado ya en 1383. Por ejemplo, Jogaila atacó a Siemowit IV, duque de Masovia, cuando presentó sus reclamos por el trono polaco. Cuando los enviados de Lituania participaron en la coronación de Jadwiga en el otoño de 1384, la candidatura de Jogaila era ampliamente conocida.
A mediados de 1385, Jogaila envió una delegación oficial a Polonia. Incluía a su hermano Skirgaila, el duque Boris (posiblemente su primo e hijo de Karijotas) y el comerciante Hanul de Riga. Hanul ayudó a Jogaila a recuperar Vilna durante la guerra civil lituana (1381-1384) y representó los intereses de los comerciantes, que vieron un gran potencial comercial en la unión de Polonia y Lituania. Los representantes primero aparecieron ante los nobles polacos en Cracovia y luego ante la reina Isabel, la madre de Jadwiga, en Buda. Una delegación polaca, dos enviados de Isabel y tres nobles polacos, fue enviada a Lituania. Tras el regreso de la delegación de Lituania, Jogaila confirmó por escrito todas las promesas hechas en su nombre en Polonia. Esta confirmación se conoce hoy como la Unión de Krewo.